# Квальята, Джакомо
Джакомо Квальята (итал. Giacomo Quagliata; род. 19 февраля 2000, Палермо) — итальянский футболист, защитник клуба «Кремонезе».

## Клубная карьера
Квальята — воспитанник клубов «Кальчо Сицилия» и «Про Верчелли». 25 августа 2019 года в матче против «Пьянезе» он дебютировал в итальянской Серии C в составе последних. В 2018 и в 2019 годах Джакомо выступал на правах аренды за клубы «Латина» и «Бари». В начале 2020 года Квальята перешёл в нидерландский «Хераклес». 22 ноября в матче против амстердамского «Аякса» он дебютировал в Эредивизи. 3 апреля 2022 года в поединке против ситтардской «Фортуны» Джакомо забил свой первый гол за «Хераклес». 